# ブラウンシュヴァイク＝ヴォルフェンビュッテル侯領

ブラウンシュヴァイク＝ヴォルフェンビュッテル侯領
Fürstentum Braunschweig-Wolfenbüttel (ドイツ語)

  ブラウンシュヴァイク＝ヴォルフェンビュッテル侯領（1789年）

ブラウンシュヴァイク＝ヴォルフェンビュッテル侯領（ドイツ語: Fürstentum Braunschweig-Wolfenbüttel）は、神聖ローマ帝国の領邦国家。ブラウンシュヴァイク＝リューネブルク公国の分邦の1つで、中世から近世を通して存続、19世紀にブラウンシュヴァイク公国と改称した。

## 歴史
1235年、神聖ローマ皇帝フリードリヒ2世はヴェルフ家のオットー1世にブラウンシュヴァイク＝リューネブルク公爵位を与えた。これがブラウンシュヴァイク＝リューネブルク公国の成立である。オットー1世の長男アルブレヒト1世と次男ヨハンは1269年にこの領国を分割、アルブレヒト1世はブラウンシュヴァイク、ヴォルフェンビュッテル、アインベック、グルーベンハーゲン、ゲッティンゲンを領有、この領土がブラウンシュヴァイク＝ヴォルフェンビュッテル侯領となった。ヨハンの領土はリューネブルク侯領と呼ばれる。以後もヴォルフェンビュッテル系は所領分割を繰り返し、その過程でグルーベンハーゲン侯領、ゲッティンゲン侯領と分かれていった。
1369年にヨハンの子孫は断絶、アルブレヒト1世の子孫のマグヌス2世は遺領を巡ってザクセン＝ヴィッテンベルクを治めるアスカーニエン家と争った（リューネブルク継承戦争）。マグヌス2世は敗死、リューネブルク侯領はアスカーニエン家が獲得したが、1388年にマグヌス2世の2人の息子ベルンハルト1世、ハインリヒ1世兄弟が領有した。その後2人は領土交換を度々行い、結果としてリューネブルクはベルンハルト1世の子孫が、ヴォルフェンビュッテルはハインリヒ1世の子孫が治めることが決定した。1463年にハインリヒ1世の息子ヴィルヘルム1世は断絶したゲッティンゲン侯領も獲得した。
1491年、ヴィルヘルム1世の息子ヴィルヘルム2世は長男のハインリヒ1世にヴォルフェンビュッテルを、次男のエーリヒ1世にカレンベルクを譲渡した。兄弟はしばらく共同統治していたが、1494年に分割、エーリヒ1世はカレンベルクとゲッティンゲンを統治した。これがカレンベルク侯領の成立である。
宗教改革の時期に即位したハインリヒ2世は一貫してカトリックであり、神聖ローマ皇帝兼スペイン王カール5世に従軍してプロテスタント諸侯が結成したシュマルカルデン同盟と戦ったが、息子のユリウスはプロテスタントに改宗、次々と改革と文化事業を展開し、1584年に断絶したカレンベルク侯領も手に入れた。
1634年、ユリウスの孫フリードリヒ・ウルリヒが子供の無いまま死去、ハインリヒ1世の系統は断絶、代わってベルンハルト1世の子孫であるアウグスト2世がヴォルフェンビュッテルを、アウグスト2世の従弟のゲオルクがカレンベルクを相続した。ゲオルクの息子エルンスト・アウグストは選帝侯の位を授与されてハノーファー選帝侯領を創設、孫のゲオルク・ルートヴィヒはリューネブルク侯領も継承してイギリス王に即位、ハノーヴァー朝が成立した。アウグスト2世の次男アントン・ウルリヒはこれに不満を抱き、スペイン継承戦争で両者はそれぞれ神聖ローマ帝国、フランスに分かれて戦った（1706年に和睦）。
1735年にルートヴィヒ・ルドルフが死去して嫡系は断絶、従弟で傍流のブラウンシュヴァイク＝ベーヴェルン家出身のフェルディナント・アルブレヒト2世が相続した。18世紀になるとベーヴェルン家は皇帝家のハプスブルク家、プロイセン王国を統治するホーエンツォレルン家と姻戚関係を結んだが、七年戦争はホーエンツォレルン家に従いハプスブルク家と戦った。一方でハノーヴァー朝とも姻戚関係を結び、カール・ヴィルヘルム・フェルディナントはイギリス王ジョージ3世の姉オーガスタと結婚、アメリカ独立戦争に際して兵士をイギリスの援軍としてアメリカに派遣した。
フランス革命戦争でカール・ヴィルヘルム・フェルディナントはプロイセン軍を率いてヴァルミーの戦い、続くナポレオン戦争ではイエナ・アウエルシュタットの戦いで司令官として出陣したが戦死、末子のフリードリヒ・ヴィルヘルムが後を継いだがヴォルフェンビュッテル侯領をフランス軍に占領、ヴェストファーレン王国に併合された。フリードリヒ・ヴィルヘルムは黒軍を結成、ゲリラで対抗した。フリードリヒ・ヴィルヘルムは1813年にブラウンシュヴァイクを解放し、ウィーン会議でブラウンシュヴァイク公国と国名が改められた。